# Parliament
Parliament var ett amerikanskt funk- och soulband, bildat 1970 i Detroit, Michigan och aktivt fram till 1980. Gruppen leddes av George Clinton och hade till stora delar samma medlemmar som gruppen Funkadelic.

## Diskografi
Studioalbum
- 1970 – Osmium
- 1974 – Up for the Down Stroke
- 1975 – Chocolate City
- 1976 – Mothership Connection
- 1976 – The Clones of Dr. Funkenstein
- 1977 – Funkentelechy Vs. the Placebo Syndrome
- 1978 – Motor Booty Affair
- 1979 – Gloryhallastoopid
- 1980 – Trombipulation

Livealbum
- 1977 – Live: P-Funk Earth Tour
- 1996 – Live, 1976-1993

Singlar
- 1971 - Breakdown (US R&B #30)
- 1974 - Up For The Down Stroke (US #63, US R&B #10)
- 1974 - Testify (US R&B #77)
- 1975 - Chocolate City (US #94, US R&B #24)
- 1975 - Ride On (US R&B #64)
- 1976 - P. Funk (Wants To Get Funked Up) (US R&B #33)
- 1976 - Tear The Roof Off The Sucker (Give Up The Funk) (US #15, US R&B #5)
- 1976 - Mothership Connection (Star Child) (US R&B #26)
- 1976 - Do That Stuff (US R&B #22)
- 1977 - Dr. Funkenstein (US R&B #43)
- 1977 - Fantasy Is Reality (US R&B #54)
- 1977 - Bop Gun (Endangered Species) (US R&B #14)
- 1978 - Flash Light (US #16, US R&B #1)
- 1978 - Funkentelechy (US R&B #27)
- 1978 - Aqua Boogie (A Psychoalphadiscobetabioaquadoloop) (US #89, US R&B #1)
- 1979 - Rumpofsteelskin (US R&B #63)
- 1979 - Party People (US R&B #39)
- 1980 - Theme From The Black Hole (US R&B #8, US Dance #69)
- 1980 - The Big Bang Theory (US R&B #50	)
- 1980 - Agony of DeFeet (US R&B #7)

Samlingsalbum
- 1984 - Parliament's Greatest Hits
- 1991 - The Best Nonstop Mix Compilation
- 1993 - Tear the Roof Off 1974-1980
- 1994 - Greatest Hits 1972-1993
- 1995 - The Best of Parliament: Give Up the Funk
- 1995 - First Thangs
- 1996 - Rhenium
- 1997 - The Early Years
- 1999 - 12" Collection & More
- 2000 - 20th Century Masters - The Millennium Collection: The Best of Parliament
- 2000 - Get Funked Up: The Ultimate Collection
- 2005 - Gold
- 2007 - The Casablanca Years: 1974–1980 (9 CD Box)